# Kościół św. Bonifacego w Barlinku
Kościół Świętego Bonifacego w Barlinku – rzymskokatolicki kościół parafialny w Barlinku, w powiecie myśliborskim, w województwie zachodniopomorskim. Należy do dekanatu Barlinek archidiecezji szczecińsko-kamieńskiej.

## Architektura i historia
Budowla została wzniesiona na rzucie prostokąta, posiada wieżę wystającą z bryły, jest pokryta dachem ceramicznym, wybudowana została w 1923 roku częściowo z ofiar polskich robotników rolnych oraz z funduszy "Bonifatiusverein". Administracyjnie podlegała pod archidiecezję berlińską. Po 1945 roku była kościołem filialnym parafii Niepokalanego Serca Najświętszej Maryi Panny. Od 16 sierpnia 1978 roku jest samodzielnym kościołem parafialnym. W 1993 świątynia została rozbudowana o prezbiterium mieszczące się od strony zachodniej. W dniu 19 listopada 1923 kościół został poświęcony.